# 帕爾卡蘇河
帕爾卡蘇河（西班牙語：Río Palcazu）是秘魯的河流，位於該國中部帕斯科大區，發源自邦加拉省，河道全長182公里，流域面積3,337平方公里，平均流量每秒2,892.5立方米。